# Gypsophila rupestris
Gypsophila rupestris är en nejlikväxtart som beskrevs av Mozaffaran. Gypsophila rupestris ingår i släktet slöjor, och familjen nejlikväxter. Inga underarter finns listade i Catalogue of Life.